# Премія імені Богдана Хмельницького
Премія імені Богдана Хмельницького за краще висвітлення військової тематики у творах літератури та мистецтва — установлена Кабінетом міністрів України на пропозицію Міністерства оборони.

## Про премію
Щороку, починаючи з 2009-го, з нагоди Дня Збройних сил України (6 грудня) присуджують премію у кількох номінаціях.
Премію присуджує комітет у складі представників Міністерства оборони, Міністерства культури і туризму, Національної спілки письменників, Національної спілки журналістів та інших творчих спілок, що діють на громадських засадах.
Премію присуджують за твори літератури і мистецтва, публіцистики і журналістики, спрямовані на:
- підняття престижу Збройних Сил України,
- пропаганду військової служби,
- формування у військовослужбовців і молоді національної самосвідомості, гідності, духовності і культури, почуття патріотизму, вірності військовим традиціям українського народу, соціально-психологічної та військово-професійної готовності до служби у Збройних Силах України.

## Лауреати
Традиційно номінантами на премію є прозаїки, поети, композитори, актори, сценаристи, режисери, журналісти, художні керівники та інші діячі мистецтв.
2010
- Ігор Моісеєнко — за роман про війну в Афганістані[3].
- Зоя Ружин — за збірку речитативів для військовиків.

2014 — премію не присуджували.
2015
- Богдан Жолдак — за кіноповість «Укри».
- Дмитро Антонюк, художній керівник Ансамблю пісні і танцю Збройних Сил України.

2016
- Володимир Тимчук за збірку поезії «Вогнити! Вижити! Перемогти!»[4]

2017
- Олег Гончаренко за виставку фотопоетичних колажів «АТО. Моменти істини» в номінації «Літературні твори військової тематики».
- Анатолій Ткачук — художній керівник і головний диригент духового оркестру Чернігівського обласного філармонійного центру фестивалів та концертних програм за марші «Гордість України», «Героям Слава!», «Переможець» у номінації «Музичні твори військової тематики».
- Антон Сладкевич — актор, продюсер  за художній кінофільм «Полон» у номінації «Твори кіномистецтва військової тематики».
- Юрій Величко за виставку фоторобіт «Життя на нулі» в номінації «Твори образотворчого мистецтва військової тематики»[5].

2018
- Олександр Бакуменко — за роман-есе «Захисник Чернечої гори» у номінації «Літературні твори військової тематики».
- Сергій Пущенко — за серію полотен «Портрети добровольців на війні» в номінації «Твори образотворчого мистецтва військової тематики».
- Вистава «Блокпост "Україна"» за п'єсою Володимира Петранюка (на вірші Бориса Гуменюка) Театру української традиції «Дзеркало» (м. Київ, режисер — В. Петранюк)[6].

2019
- Вячеслав Савченко — за роман «Морський вузол» у номінації «Літературні твори військової тематики».
- Вадим Крищенко й Віктор Вознюк (поети), Олександр Коляда (композитор), Олександр Василенко (вокаліст) за марш «Богунці» в номінації «Музичні твори військової тематики».
- Анатолій Покришень (драматург, автор сценарію), Андрій Бакіров (режисер-постановник, автор інсценізації) Чернігівського обласного академічного українського музично-драматичного театру імені Т. Г. Шевченка за виставу «Балада про Крути» в номінації «Твори театрального мистецтва військової тематики»[7].

2020
- Валерій Макеєв — за роман «Вірний Присязі!» у номінації «Літературні твори військової тематики».
Юрій Кобзаренко, поет і виконавець — за пісню «Мужні слова» в номінації «Музичні твори військової тематики».
- Колектив постановників і виконавців Харківського національного академічного театру опери та балету імені Миколи Лисенка Володимир Гаркуша (диригент-постановник), Армен Калоян (режисер-постановник), Надія Швець (художник-постановник), Олексій Чернікін (хормейстер-постановник), Олександр Лапін та Володимир Козлов (виконавці ролі Мазепи) за оперу Петра Чайковського «Мазепа» в номінації «Твори театрального мистецтва військової тематики».
- Олександр (Олесь) Янчук, режисер за фільм «Таємний щоденник Симона Петлюри» в номінації «Твори кіномистецтва військової тематики».
- Олеся Гай-Курило (посмертно), художниця за буклет з репродукціями художніх робіт «Під знаменом Волі» у номінації «Твори образотворчого мистецтва військової тематики»[8].

2021
- Віктор Чернієнко — за автобіографічну книжку «Щоденник військового лікаря» в номінації «Літературні твори військової тематики».
- В'ячеслав Купрієнко, поет, автор-виконавець пісень — за пісню «Онук і дід» у номінації «Музичні твори військової тематики».
- Колектив «Чесного театру» (Катерина Чепура, Світлана Спасиба, Олеся Оникієнко, Ганна Сухомлин, Костянтин Афанасьєв, Ксенія Васильєва, Марина Сорока) за музично-драматичну виставу «Вона + війна» в номінації «Твори театрального мистецтва військової тематики».
- Колектив студії «12-й кадр» (Катерина Стрельченко, Георгій Давиденко, Дмитро Панков) за повнометражний публіцистичний документальний фільм «Вірю. Чекаю. Молюся»[9].